# Velika Kladuša
Velika Kladuša je mesto in središče istoimenske občine na skrajnem severozahodu Bosne in Hercegovine.

## Zemljepis
Središče Velike Kladuše je oddaljeno dva kilometra od hrvaške meje. Mesto leži na prometnici Bihać–Cazin–Karlovec, skozenj tečeta rečici Kladušnica in Grabarska. Občina na jugu meji na občini Cazin in Bužim, z ostalih smeri jo omejuje Hrvaška.

## Zgodovina
Velika Kladuša se v pisnih virih prvič omenja leta 1280. Leta 1633 jo je zasedlo Osmansko cesarstvo, v katerem je postala del Ostroške kapetanije. Ob avstro-ogrskem zavzetju Bosne in Hercegovine leta 1878 je bila Velika Kladuša zadnje mesto, ki se je po prvotnem uporu predalo.
Med drugo svetovno vojno je bila del velike župe Krbava-Psat v NDH. Partizani so jo dvakrat za kratek čas osvobodili, prvič 23. februarja 1942 in drugič 6.–7. novembra istega leta v okviru Bihaške ofenzive.
Leta 1950 so kmetje iz Velike Kladuše sodelovali v cazinskem uporu, oboroženem uporu proti prisilni kolektivizaciji, ki ga je jugoslovanska oblast krvavo zatrla.
V času Jugoslavije je Velika Kladuša doživela močan razvoj predvsem po zaslugi živilskega podjetja Agrokomerc, ki je na svojem vrhuncu zaposlovalo več kot 13.000 ljudi. Konec 80. let je državo pretresla »afera Agrokomerc«, ko so mediji razkrili, da je podjetje izdalo za 400 milijonov menic brez kritja pri 63 jugoslovanskih bankah.
Med vojno v Bosni in Hercegovini je nekdanji direktor Agrokomerca Fikret Abdić zaradi nestrinjanja z vlado v Sarajevu leta 1993 proglasil paradržavo Avtonomna pokrajina Zahodna Bosna, katere glavno mesto je bila Velika Kladuša. Samooklicana avtonomna pokrajina je sodelovala z Republiko Srbsko, Srbsko republiko Krajino, Srbijo in Hrvaško in se borila proti Petemu korpusu Armije Republike BiH. Avgusta 1995 sta jo porazili hrvaška in bošnjaška vojska, njeno ozemlje pa je postalo del Bosne in Hercegovine.

## Prebivalstvo
Po podatkih popisa prebivalstva leta 1991 je v Veliki Kladuši živelo 6902 prebivalcev. Ob popisu leta 2013 je mesto imelo 4520 prebivalcev, med katerimi so prevladovali Bošnjaki.
| . Velika Kladuša, popis 1991; skupaj 6902 Muslimani 5391 (78,1 %) Srbi 540 (7,8 %) Hrvati 186 (2,7 %) drugi in neznano 785 (11,4 %) | . Velika Kladuša, popis 2013; skupaj: 4520 Bošnjaki 3412 (75,5 %) Hrvati 140 (3,1 %) Srbi 39 (0,9 %) drugi in neznano 929 (20,6 %) |

## Občina
Občina Velika Kladuša poleg same Velike Kladuše zajema še 48 naselij: Bosanska Bojna, Brda, Bukovlje, Crvarevac, Čaglica, Čelinja, Dolovi, Donja Slapnica, Donja Vidovska, Elezovići, Glavica, Glinica, Golubovići, Gornja Slapnica, Gornja Vidovska, Grabovac, Gradina, Grahovo, Johovica, Klupe, Kudići, Kumarica, Mala Kladuša, Marjanovac, Miljkovići, Mrcelji, Nepeke, Orčeva Luka, Podzvizd, Poljana, Polje, Ponikve, Rajnovac, Stabandža, Šabići, Šestanovac, Šiljkovača, Šmrekovac, Šumatac, Todorovo, Todorovska Slapnica, Trn, Trnovi, Vejinac, Vrnograč, Vrnogračka Slapnica, Zagrad, Zborište.
Občina ima po popisu 2013 skupno 40.419 prebivalcev, pretežno bošnjaške narodnosti (80,6 %).